# Allogymnopleurus consocius
Allogymnopleurus consocius är en skalbaggsart som beskrevs av Louis Albert Péringuey 1901. Allogymnopleurus consocius ingår i släktet Allogymnopleurus och familjen bladhorningar. Inga underarter finns listade i Catalogue of Life.